# Gelasinospora novoguineensis
Gelasinospora novoguineensis är en svampart som beskrevs av Takada 1973. Gelasinospora novoguineensis ingår i släktet Gelasinospora och familjen Sordariaceae.   Inga underarter finns listade i Catalogue of Life.